# Peter Roepstorff
Peter Roepstorff (født 1942) er en dansk professor i proteinkemi på Institut for Biokemi og Molekylær Biologi ved Syddansk Universitet. Han har bl.a. forsket i proteinmassespektrometri og global biodiversitet ved karakterisering af peptider og proteiner fra organismer uden kendt genomsekvens. Hen har været med til at udvikle en metode til at benytte massespektrometri til proteinanalyse.
Han blev uddannet cand.polyt. i kemi ved Danmarks Tekniske Universitet i 1966. Han blev ansat som professor ved Syddansk Universitet i 1995. I 2006-2007 deltog han i Galathea 3-ekspeditionen med et projekt om fluorescerende proteiner.

## Hæder
- 1968 Dana Lim Prisen, uddelt af Kaj Hansens Fond
- 1989 Villum Kann Rasmussens Årslegat til Teknisk og Naturvidenskabelig Forskning[2]
- 2002 Kaj Linderstrøm-Langs guldmedalje
- 2004 Novo Nordisk Prisen[3] (sammen med Matthias Mann)
- 2007 HUPO Distinguished Achievement Award in Proteomic Sciences
- 2009 Thomson Medal Award uddelt af International Mass Spectrometry Foundation[4]
- 2013 Bijvoet Medal[5]

Andet
- 2001 Æresdoktor ved Uppsala universitet
- 2018 Æresdoktor ved DTU
- 2009 Medlem af Spanish Proteome Society
- Medlem af Akademiet for de Tekniske Videnskaber[6]